# Schloss Trips

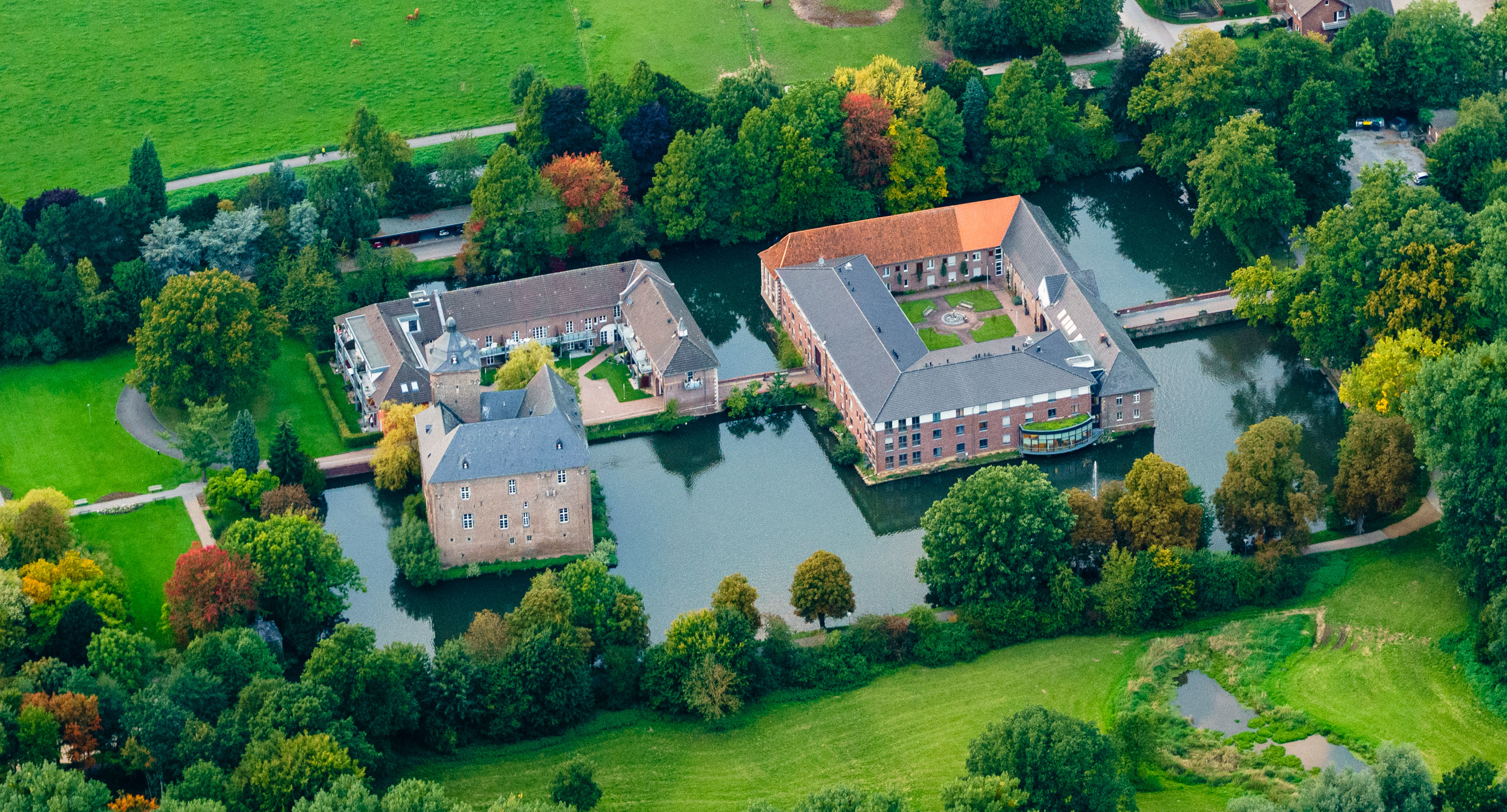
Luftaufnahme des Schlosses von Südosten

Das Schloss Trips ist ein Wasserschloss im Wurmtal am nordöstlichen Stadtrand von Geilenkirchen in Nordrhein-Westfalen. Die Anlage gilt als die bedeutendste Wasseranlage des westlichen Grenzlandes und wird oft auch als Burg Trips bezeichnet, da besonders ihre Kernburg – das heutige Herrenhaus – trotz Umbauten im 18. Jahrhundert noch ihren wehrhaften Charakter bewahrt hat. Sie ist damit ein anschauliches Beispiel für eine im Kern mittelalterliche Burg, die über die Jahrhunderte gemäß wechselnder Ansprüche und Geschmäcker zu einem schlossartigen Landsitz verändert wurde.

## Geschichte

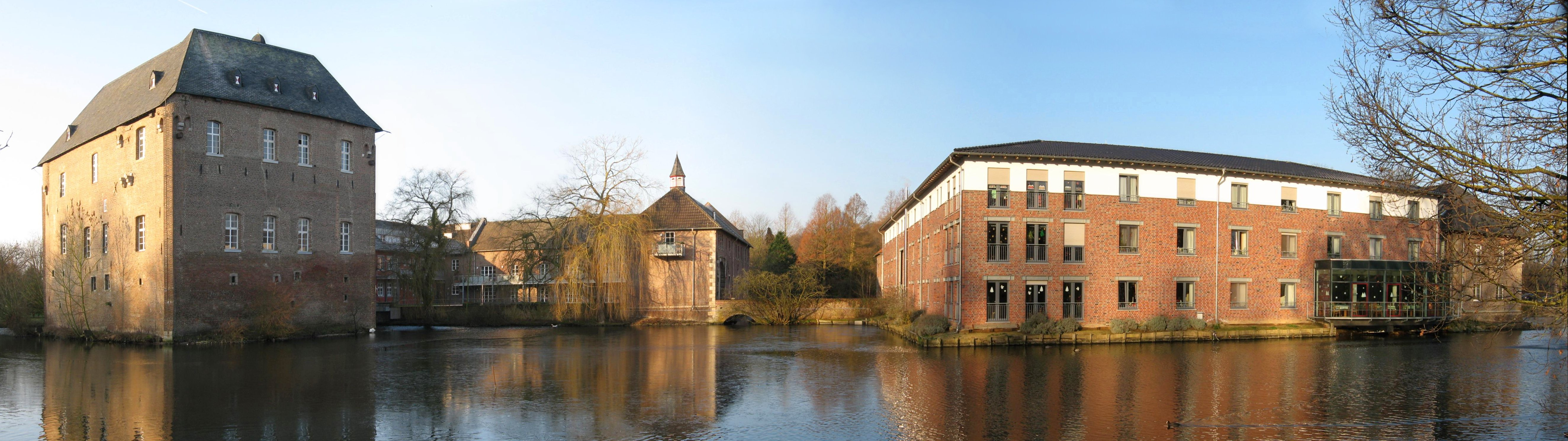
Schlosspanorama: Herrenhaus (links), innere Vorburg (Mitte) und äußere Vorburg (rechts)

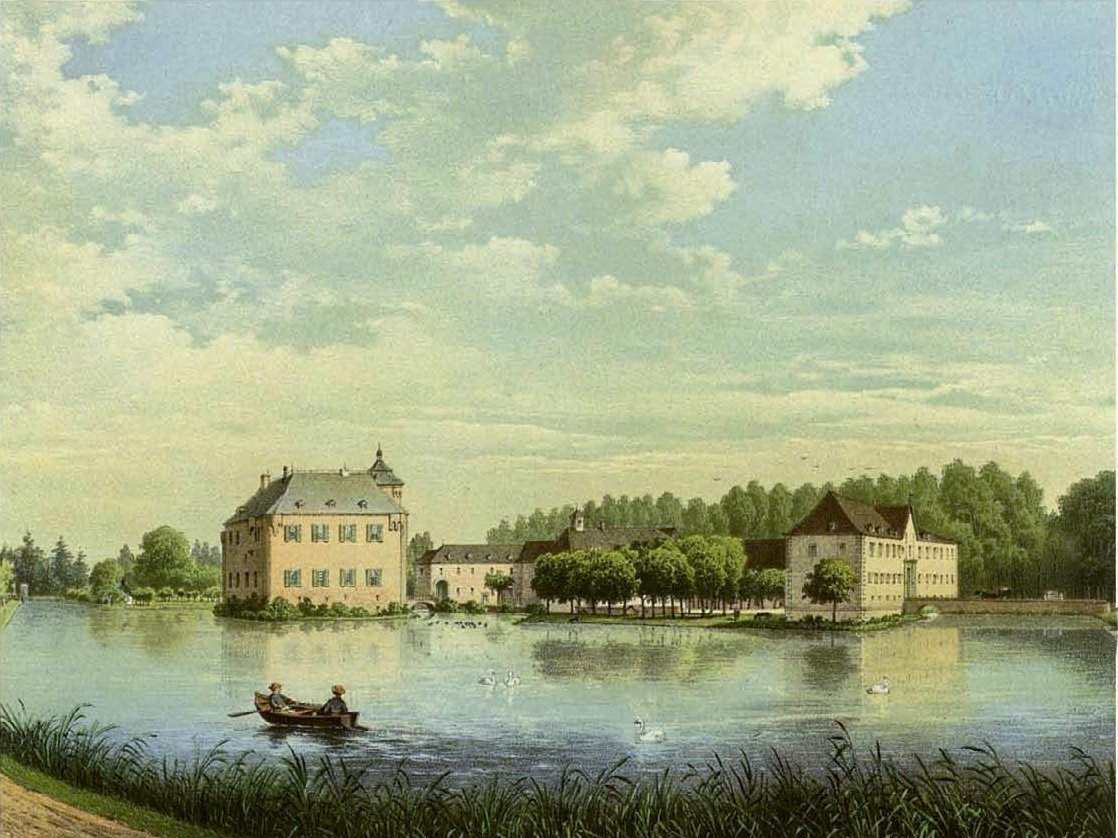
Schloss Trips, Sammlung Duncker

Seit dem 14. Jahrhundert Stammsitz der Familie Berghe von Trips, kam die Anlage in der ersten Hälfte des 18. Jahrhunderts an die Freiherren von Eynatten, welche die trutzige Anlage durch Umbauten und Erweiterungen im Stil des Barocks umgestalten ließen. 
Seit dem 18. August 1982 steht die Schlossanlage unter Denkmalschutz. Anfang des 21. Jahrhunderts wurden ihre beiden Vorburgen umgebaut und erweitert und dienen seither als Alters- und Pflegeheim sowie Seniorenwohnungen. Schloss Trips ist deshalb in der Regel nicht zu besichtigen.

## Beschreibung

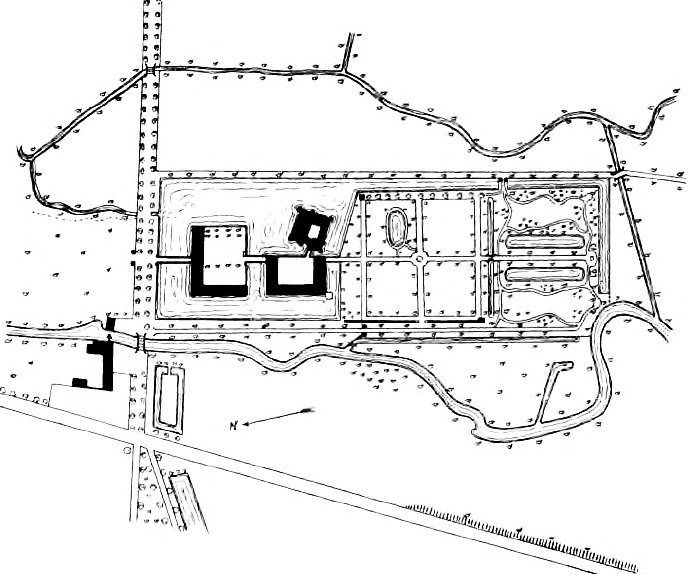
Plan der Schlossanlage von 1900

Die Schlossanlage besteht aus zwei Vorburgen, einem Herrenhaus und einer großen Gartenanlage, die sich – umgeben von einer langgezogenen, rechteckigen Gräfte – auf vier Inseln befinden. Der gesamte Baubestand stammt aus dem 15. bis 19. Jahrhundert und ist von langen Kastanienalleen umgeben. 

### Architektur

#### Herrenhaus

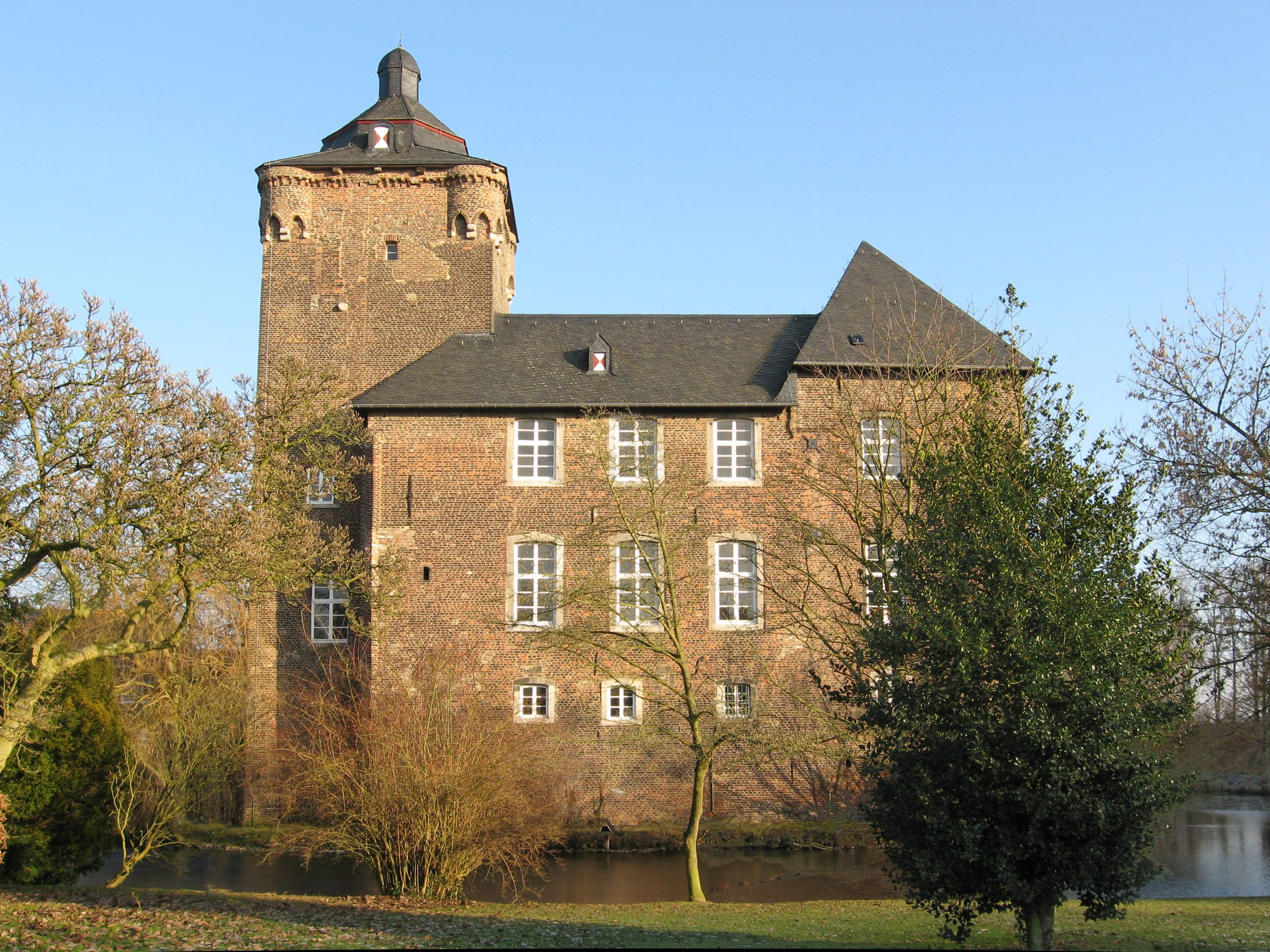
Das Herrenhaus von Südwesten

Der kleine Binnenhof des vierflügeligen Herrenhauses aus Backstein kann durch einen hölzernen Eingang in der westlichen Fassade betreten werden, zu dem von der inneren Vorburg kommend eine massive Steinbrücke führt. Das Gebäude ging aus dem einstigen spätgotischen Burghaus hervor und besitzt einen nahezu quadratischen Grundriss. Laut Georg Dehio gehört es zu den „interessantesten mittelalterlichen Burghäusern am Niederrhein“. Anders als die meisten, ähnlich aussehenden Wasserschlösser gründen seine Fundamente nicht auf einem Pfahlrost, sondern stehen auf älteren Mauerresten. Zu seinem ältesten Baubestand gehören der Nordflügel aus dem 15. Jahrhundert – der ehemalige Palas – und der rechtwinkelig daran anstoßende nur kurze Zeit später errichtete Ostflügel, deren unterschiedliche Errichtungszeit durch eine Mauernaht erkennbar ist. Sämtliche Gebäudetrakte des Herrenhauses stehen auf einem hohen Unterbau, der zwei darüber liegende Wohngeschosse trägt. Alle Kellergeschosse besitzen kleine Lichtscharten in Hausteinfassung. An der äußeren Längsseite des Nordflügels finden sich je Geschoss vier einfache Stichbogenfenster, welche die älteren Kreuzstockfenster ersetzten und wohl in klassizistischer Zeit eingesetzt wurden. An seiner kurzen Ostseite ist die vermauerte Nische eines Aborterkers erkennbar. Hofseitig ist dem Nordflügel ein schmaler Korridorbau aus dem 17./18. Jahrhundert vorgelagert. Im Erdgeschoss besitzt er korbbogige Öffnungen, während er im 1. Obergeschoss Korbbogenfenster und im 2. Stock ovale Luken aufweist. Der Trakt wird von einem hohen, steilen Walmdach abgeschlossen. Gleiches gilt für den östlichen Gebäudeflügel, dessen obere Partie des Mauerwerks erst aus dem 18. Jahrhundert zu stammen scheint. Hofseitig führt eine Freitreppe zum höher gelegenen, dort befindlichen Portal des Gebäudes.
Der südliche Wohnflügel des Herrenhauses ist mit Ausnahme seiner gotischen Außenmauer der jüngste Teil des Baus und stammt aus der Barockzeit. Er unterscheidet sich von den übrigen Flügeln durch sein niedriges Walmdach und zeigt an seiner Außenfassade in jedem Geschoss je drei Stichbogenfenster.
An der Westseite steht der mächtige Bergfried mit sieben Geschossen, die sich auf einem quadratischen Grundriss erheben. Seine Form ist den Bergfrieden der kurkölnischen Landesburgen nachempfunden. Der Wehrturm ist von einer niedrigen Mansardhaube aus dem 18. Jahrhundert mit abschließender Laterne bekrönt und sein Dachrand mit einem ringsherum reichenden Klötzchenfries dekoriert. Dieser findet sich auch an den vier Eckwarten, die jedoch nur noch in halber Höhe vorhanden sind, weil sie verkürzt wurden, als der Turm seine heutige Haube erhielt. Schräg darunter finden sich an der Südseite die Konsolsteine einer nicht mehr vorhandenen Abortanlage.
Das Motiv der Eckwarte wiederholt sich an drei der vier Ecken des Herrenhauses, die durch eine Art Lisene verstärkt sind. Im oberen Geschoss findet sich als deren Abschluss je ein auf Kragsteinen ruhender und auskragender runder Eckturm, die jedoch allesamt nur noch in Ansätzen vorhanden sind.

#### Vorburgen

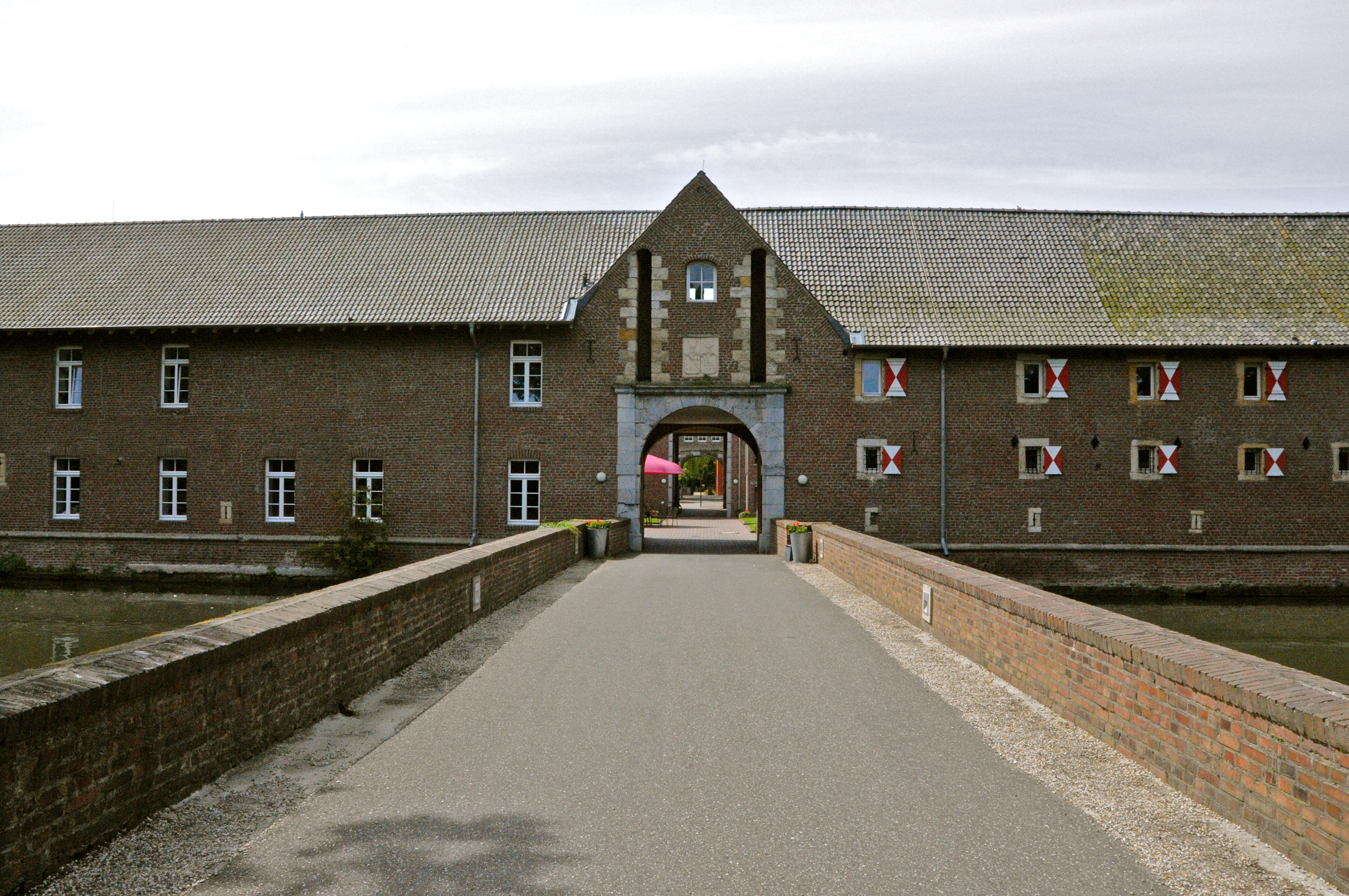
Das Portal der äußeren Vorburg in deren Nordflügel

Das Schloss Trips ist eine der eher seltenen Anlagen, die zwei Vorburgen besitzen. Nach ihrem Abstand zum Herrenhaus werden sie mit innerer und äußerer Vorburg bezeichnet. Beide sind zweigeschossig und wurden in der zweiten Hälfte des 17. Jahrhunderts aus Backstein errichtet. Maueranker der äußeren Vorburg an der Außenseite ihres Westflügels künden vom Jahr der Arbeiten: 1627.
Eine lange, aus Ziegeln gemauerte Brücke führt zum korbbogigen Eingangsportal der äußeren Vorburg, das von einem Dreiecksgiebel bekrönt ist. Es besitzt – wie alle Tore der Vorburgen – eine Fassung aus hellem Haustein und wird von Pilastern gerahmt. Den oberen Abschluss bildet ein fein profiliertes Gesims, über dem sich das Allianzwappen Eynatten-Asbeck mit der Jahreszahl 1844 befindet. Dieses wird umrahmt von den Schlitzen der Wippbalken für die einstige Zugbrücke.
Der westliche Teil des Nordflügels beherbergte früher Stallungen und besitzt kleine Fenster mit Hausteinfassungen, die im Erdgeschoss vergittert sind. Der östliche Teil des Flügels weist größere Fenster auf, was dem Umstand geschuldet ist, dass sich dort seit 1876 eine Pächterwohnung befand.
Die äußere Vorburg war noch bis in das 21. Jahrhundert ein rechtwinkeliger Zweiflügelbau. Ein dritter Trakt im Osten war zwar im 17. Jahrhundert geplant, kam jedoch nicht zur Ausführung. Die heutigen Ost- und Südflügel wurden erst 2002/2003 errichtet, um die Vorburg als Alten- und Pflegeheim nutzen zu können. Die vier Trakte begrenzen einen großen Wirtschaftshof, von dem eine Brücke im Süden zur inneren Vorburg führt. 

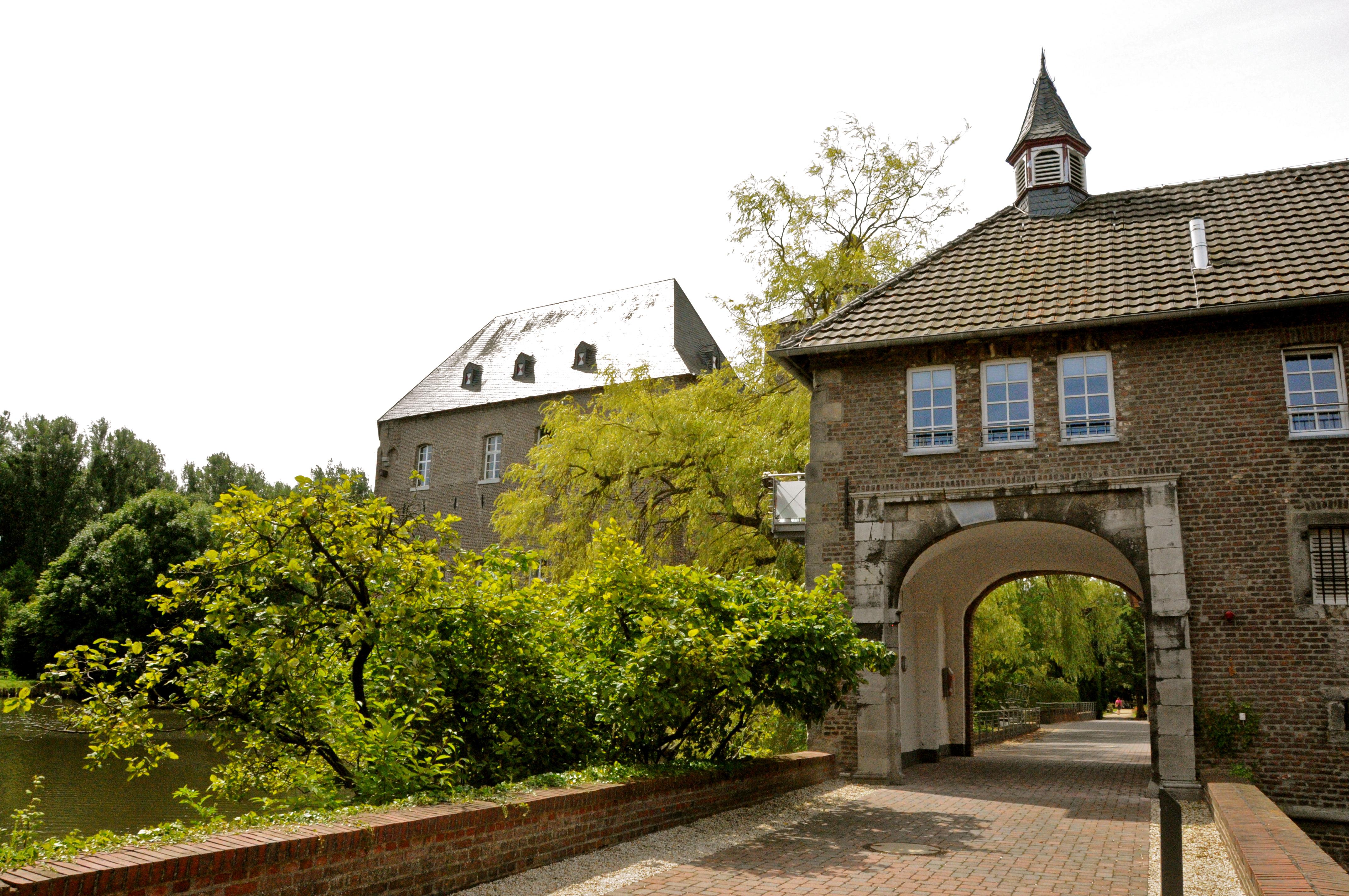
Tordurchfahrt der inneren Vorburg

Die innere Vorburg ist ein hufeisenförmiger Dreiflügelbau, der zum Herrenhaus hin geöffnet ist. Ihr südlicher Flügel ist ein Neubau aus den 1960er Jahren und ersetzte den 1944 zerstörten Vorgänger. Die beiden original erhaltenen Gebäudeflügel besitzen an den Außenseiten Eckquaderungen über einem geböschten Sockel mit Hausteinwulst und im unteren Bereich mehrere schmale Schießscharten mit Hausteinfassung. Im Dachgeschoss befindet sich die 2003 eingerichtete Burgkapelle; die Dächer stammen aus der Zeit nach 1880, als ein Brand sie zerstörte. Die rundbogige Tordurchfahrt besitzt einen kleinen Dachreiter mit einer Glocke, welche folgende Inschriften trägt: „ADOLFUS FREIHERR VON UND ZU TRIPS 1711“, „NEUGEGOSSEN VON LAUDY MMXII“, „FRANZ ET MARIA DAVIDS“. Sie ersetzt seit Oktober 2012 eine bereits vor Jahrzehnten spurlos verschwundene Vorgängerin aus dem Jahr 1711 und besitzt den Schlagton h²-1. Der neben dem Tor liegende Bereich des Nordflügels beherbergte früher Wirtschaftsräume, deren Erdgeschoss eine Decke mit Kreuzgratgewölbe aufweist. Der Westflügel der inneren Vorburg diente früher als Scheune.

#### Garten und Park
Im 18. Jahrhundert wurde an der Südseite der Burg ein barocker Garten mit symmetrischen Formen angelegt, aber nach Zerstörung im Zweiten Weltkrieg ist dessen Gestaltung nur noch grob erkennbar. Seine Nordost-Ecke wird durch einen Pavillon mit geschweifter Haube aus dem 18. Jahrhundert markiert. Südlich des Gartens befinden sich die Reste eines Parks, der nach Vorbildern des Englischen Landschaftsgartens gestaltet wurde. Park und Garten umfassen gemeinsam eine Fläche von etwa 8,4 Hektar.

### Innenräume des Herrenhauses

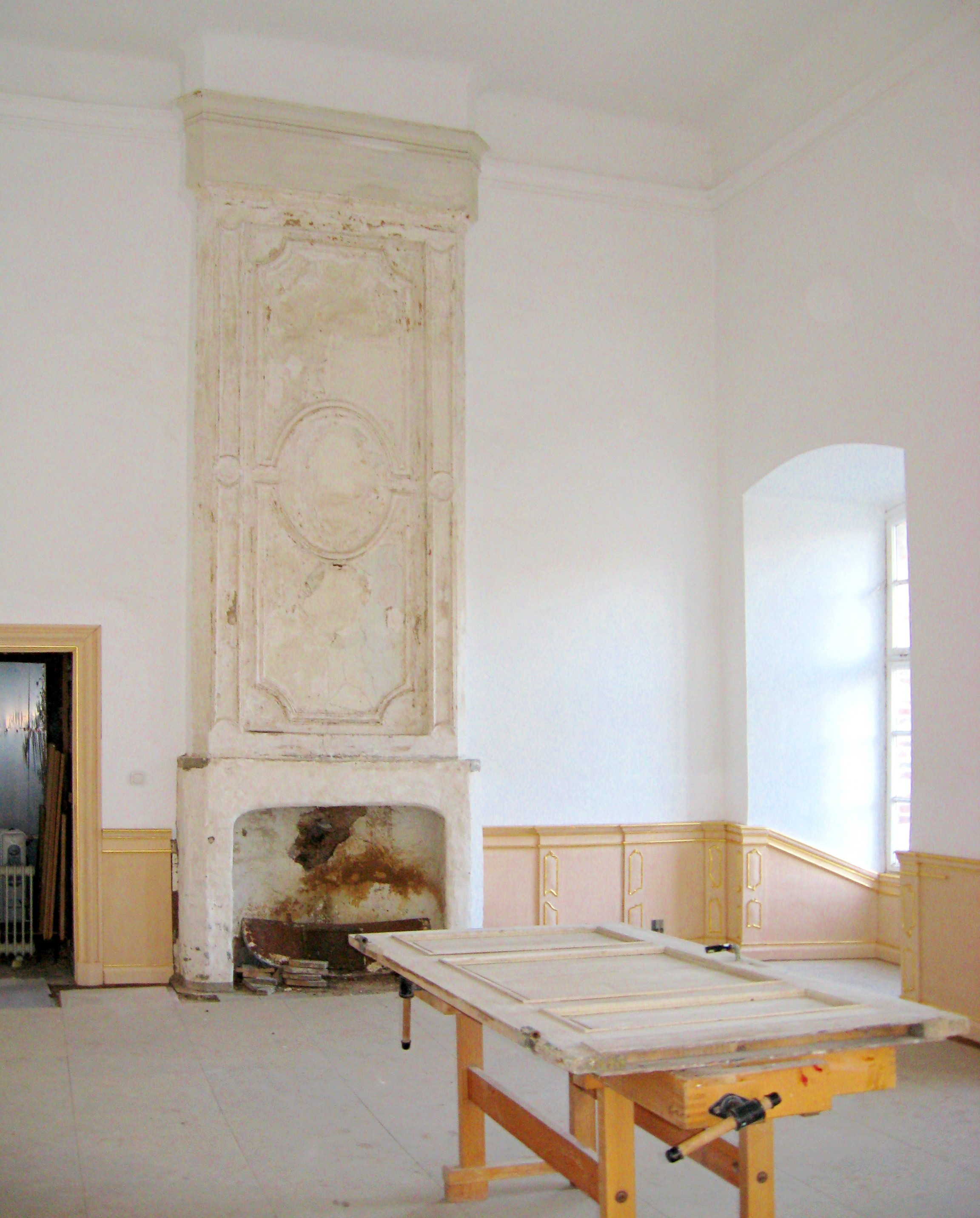
Der Barockfestsaal während seiner Restaurierung

Im Inneren des Herrenhauses haben sich trotz barocker Überarbeitung einige Ausstattungsmerkmale des 15. Jahrhunderts erhalten, wie zum Beispiel Sitzfenster, Großkamine und Wandmalereien. Die Balkendecken des zweiten Geschosses stammen wahrscheinlich ebenfalls vom ursprünglichen Bau. Die Keller des Gebäudes besitzen noch die Originaldecken aus der Errichtungszeit; teils Gewölbedecken, teils Balkendecken. Die übrige Inneneinrichtung stammt jedoch im Wesentlichen aus der barocken zweiten Hälfte des 18. Jahrhunderts. Dazu zählen Stuckdecken, bemalte und stuckierte Kaminstellen sowie ein wertvoller Intarsienboden der zur Ausstattung des 9,50 mal 5,30 Meter messende Barockfestsaals im ersten Obergeschoss des Nordflügels gehört. Der 5,80 Meter hohe Raum besitzt eine niedrige, etwa hüfthohen Täfelung, deren bemalte Paneele Pilaster aufweisen. Gemeinsam mit einem aufwändig gestalteten Kamin und dem Einlegeboden aus Holz bilden sie ein Ausstattungsensemble, das zu den wenigen barocken Innenausstattungen in rheinischen Schlössern zählt, die noch erhalten sind.
Das Innere des Bergfrieds wurde nach der Errichtung stark verändert. In seinem Erdgeschoss sind noch drei Schießscharten und ein Tonnengewölbe erhalten. Das schlichte Treppenhaus im Ostflügel des Herrenhauses stammt hingegen aus der Rokokozeit.

## Geschichte

### Bewohner und Besitzer
Im Jahr 1172 wird mit Meinerus von Trips der Name Trips erstmals urkundlich erwähnt, jedoch gilt er nach dem heutigen Forschungsstand nicht als Begründer der damaligen Burganlage. Arnold Parvus (der Jüngere) von Pallandt (Nachkomme von Winrich I., Ministeriale von Walberberg) wird durch Kauf von den Nachkommen von Meineres von Trips 1312 bis 1343 der neue Herr von Trips und Breitenbend; er blieb ohne Kinder und Trips fiel an Johannes von Pallandt, Herr von Trips, als Lehnsmann des Brabanter Herzogs Johann III. Durch Heirat der Nichte Angela von Pallandt von Trips (Tochter von Daniël von Pallandt, Sohn des Carsilius von Pallandt, Herr von Trips) kam der Besitz 1376 an deren Ehemann Daem (auch Adam) von Berghe, dessen Tochter aus erster Ehe ihn 1383 in die Ehe mit Arnold von Mervede zum Steyn brachte. Dieser verpfändete den Besitz an den Vetter seiner Frau, der wie sein Vater Daem von Berghe hieß. Dessen Sohn Wilhelm ist 1402 im Besitz der Burg. Wilhelms Sohn Carsilius vereinte seinen Familiennamen mit dem der Burg und nannte sich ab 1473 „von Berghe, genannt Trips“ oder kurz Berghe von Trips. Daem von Berghe war ebenso ein Nachkomme von Winrich I. von Walberberg bei Bornheim.
1612 ist der Erbmarschall von Geldern, Arnold von Boetberg, Lehnsnehmer von Trips. Ihm folgt 1622 sein Schwager Hermann von Hoensbroech, ehe die Burg nach dessen Tod an Heinrich von Berghe zu Anstel geht. Seine Familie bleibt im Besitz der Anlage bis in das 18. Jahrhundert.
Mit dem Tod von Adolph Berghe von Trips, dem Sohn von Hermann Dietrich von Berghe und seiner Frau Magdalena Regina von Eynatten, stirbt die Linie Berghe von Trips (zu Trips) 1726 im Mannesstamm aus. Adolphs Vetter Johann Stephan von Eynatten zu Reimersbeek, ein Sohn der Julia Salome Berghe von Trips, wird daraufhin 1727 mit der Burg belehnt. Nachfahren der Freiherren von Eynatten nutzten die Anlage noch bis in die 1980er Jahre als Wohnsitz. 
Die Eheleute Eynatten verkauften die Gebäude im April 1989 an einen Kerpener Bauunternehmer, den „Burgenkönig“ Herbert Hillebrand. Er wollte eine der beiden Vorburgen zu einer Seniorenresidenz umbauen, während das Herrenhaus als kleines Hotel und Restaurant genutzt werden sollte. Jedoch zog sich die genaue Planung über mehrere Jahre hin, während denen nicht genehmigte Eingriffe in die Bausubstanz diese stark schwächten. Die Umwidmung der Gebäude war noch nicht in Angriff genommen, als sie an Franz Davids veräußert wurden. Dieser griff die Baupläne Hillebrands auf und errichtete bis Oktober 2003 in der Vorburg eine Seniorenresidenz mit 80 Wohn- und Pflegeplätzen.

### Baugeschichte

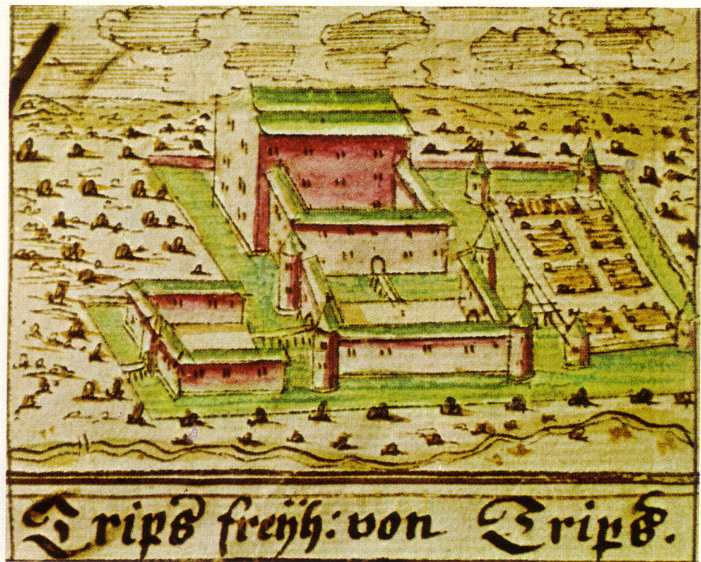
Abbildung des Schlosses im Codex Welser, etwa 1720

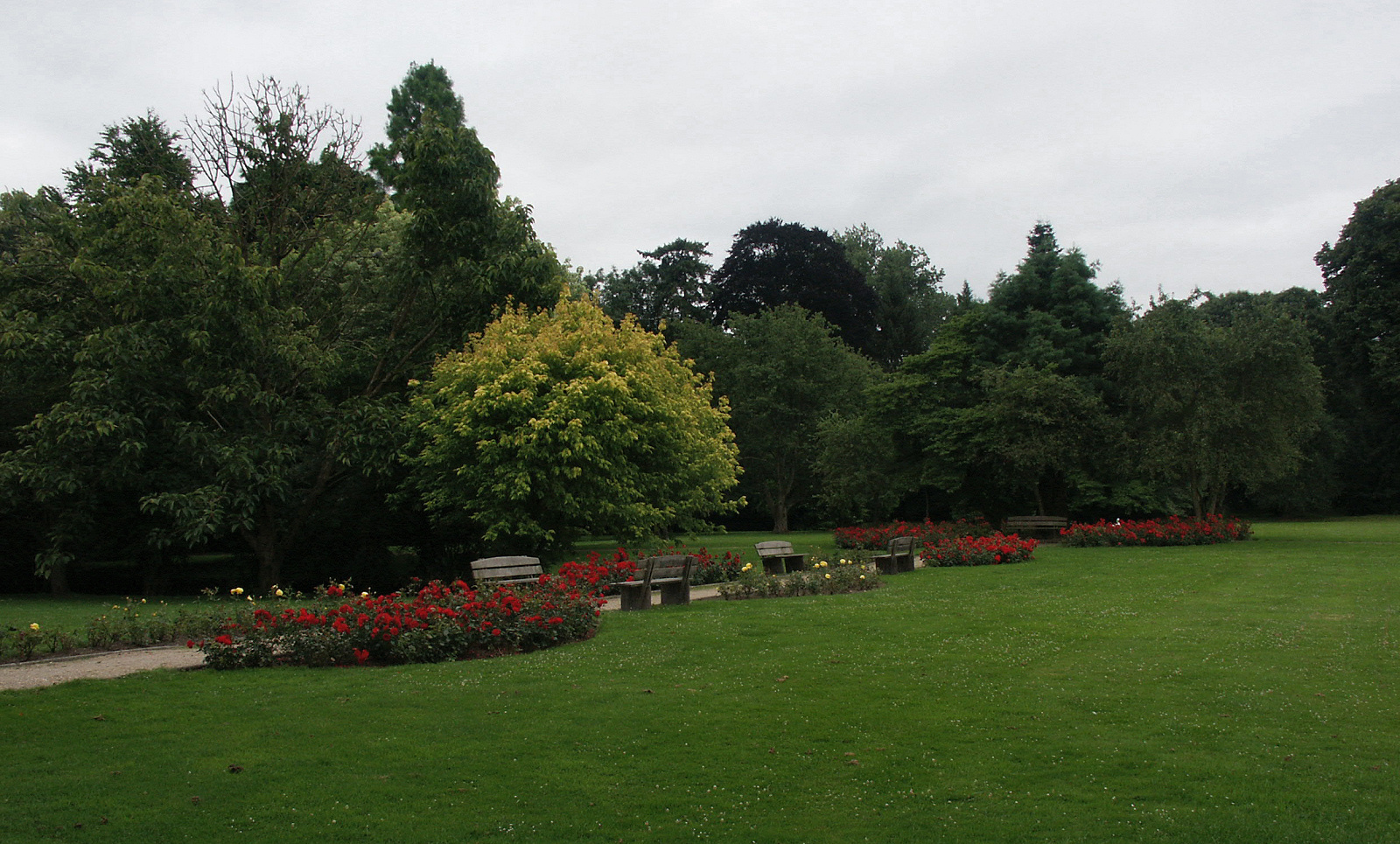
Weil der Barockgarten im Zweiten Weltkrieg zerstört wurde, ist nur noch seine Grunddisposition erkennbar

Eine erste Burg und damit Vorgängeranlage der heutigen Gebäude errichtete die Familie von Trips im 14. Jahrhundert. Deren Nachfolger, die Familie Berghe von Trips, ließ im 15. Jahrhundert die Kernburg neu errichten. Dabei handelte es sich um ein Wohnhaus an der Nordseite der heutigen Herrenhausinsel und einen kurze Zeit später errichteten im rechten Winkel daran anstoßenden Ostflügel. An den beiden übrigen Seite, war die Kernburg durch eine hohe Schildmauer – wohl mit einem hölzernen Wehrgang an der Innenseite – abgeschlossen, deren Südwest-Ecke durch einen massiven, ebenfalls im 15. Jahrhundert erbauten Bergfried gebildet wurde. Damit besaß Trips die typische Form einer mittelalterlichen, rheinischen Wasserburg, die jedoch wesentlich größer als die meisten anderen Anlagen in der Region war. Um 1672 wurden die beiden Vorburgen vollständig neu angelegt.
Ein Erdbeben im Jahr 1755, das zum Beispiel auch Haus Palant im heutigen Weisweiler größtenteils zerstörte, war wohl die Ursache für schwere Schäden an der Burg Trips, sodass umfangreiche Reparaturen nötig wurden. Dies nahmen die Besitzer zum Anlass, Umgestaltungen am Burghaus vorzunehmen, um dem wuchtigen Bau ein wenig die Wehrhaftigkeit zu nehmen und das Aussehen eines schlossartigen Landsitzes zu geben. Die Freiherren von Eynatten ließen unter Benutzung der gotischen Schildmauer an der Südseite der Herrenhausinsel einen neuen Wohnflügel im Stil des Barocks errichten und so das alte Burghaus zu einer geschlossenen Vierflügelanlage mit Binnenhof ausbauen. Gleichzeitig wurden die Innenräume der beiden alten Gebäudetrakte umgestaltete und modernisiert. Eine letzte Ausbauphase erfuhr die Kernburg im frühen 19. Jahrhundert, wovon zum Beispiel die reiche Ausgestaltung der Eingangshalle im Ostflügel kündet.
Der Zweite Weltkrieg ging nicht spurlos an Schloss Trips vorüber. Der Barockgarten südlich des Herrenhauses wurde ebenso vollständig zerstört wie der südliche Flügel der inneren Vorburg. 1965 entschlossen sich die damaligen Besitzer, diesen neu zu errichten, um ihn anschließend als Wohnung zu nutzen. Die Aufgabe der Wohnnutzung bedeutete für das Herrenhaus fortschreitenden Verfall seit den 1960er Jahren. Unter anderem durch das Absinken des Grundwasserspiegels kam eine zunehmende Gefährdung seiner Standsicherheit hinzu. Auch das Dach des Gebäudes benötigte eine Sanierung, weil Regenwasser, das nach Kriegsbeschädigung eingedrungen war, das Holz der Dachbalken faulen ließ. Deshalb begannen 1982 erste Sicherungsmaßnahmen an der Dachkonstruktion und den Außenmauern des Herrenhauses. Weitere folgten in den 1990er Jahren. Ab 2005 folgten Erhaltungs- und Restaurierungsarbeiten in den Innenräumen und zur Gesamtsicherung des Gebäudes.

## Heutige Nutzung
Das Herrenhaus der Schlossanlage steht nach den bisher vorgenommenen Sicherungsarbeiten leer. Zwar gab es in den 1980er Jahren bereits Versuche, Nutzungskonzepte für das Gebäude zu finden, jedoch konnten diese nicht verwirklicht werden. In den beiden Vorburgen sind ein Alten- und Pflegeheim sowie Seniorenwohnungen untergebracht. Deshalb ist das Schloss auch für die Öffentlichkeit nicht zugänglich. Einmal im Monat besteht aber die Möglichkeit, die Anlage im Rahmen einer Führung zu besichtigen.
Seit den 1960er Jahren ist das Gelände des Schlosses zudem Austragungsort des alle zwei Jahre vom Reiterverein 1907 Geilenkirchen veranstalteten Reitturniers „Tripser Schloßwiesen“.